# LoveGame
LoveGame je píseň americké popové zpěvačky-skladatelky Lady GaGa. Píseň pochází z jejího debutního alba The Fame. Produkce se ujal evropský producent RedOne.

## Hudební příčky
| Období (2009)          | Max. příčka |
| ---------------------- | ----------- |
| Austrálie              | 4           |
| Rakousko               | 6           |
| Kanada                 | 2           |
| Francie                | 5           |
| Německo                | 7           |
| Irsko                  | 30          |
| Nový Zéland            | 12          |
| Švýcarsko              | 15          |
| Velká Británie         | 19          |
| U.S. Billboard Hot 100 | 5           |